# Eurybunus
Eurybunus is een geslacht van hooiwagens uit de familie Globipedidae.
De wetenschappelijke naam Eurybunus is voor het eerst geldig gepubliceerd door Banks in 1893. 

## Soorten
Eurybunus omvat de volgende 4 soorten:
- Eurybunus brunneus
- Eurybunus pallidus
- Eurybunus riversi
- Eurybunus spinosus